# Frågespel
Ett frågespel är en typ av sällskapsspel som går ut på att svara rätt på frågor, en sorts frågesport. I flera frågespel är frågorna indelade i olika kategorier, såsom "Kultur" och "Historia", en del av taktiken är då att välja rätt kategori vilket kan användas för att tillföra ett spelmoment till vad som annars skulle vara ren frågesport.
Det spel som gjorde frågespelen populära är Trivial Pursuit,  vars avgörande moment är frågor i olika kategorier men som har flera spelmoment för att få till ett taktiskt spel mellan spelarna. Detta sällskapsspel riktad mot en mer vuxen publik än de förutvarande brädspelen öppnade för flera liknande frågespel. På den svenska marknaden släppte de svenska spelbolagen egna varianter av brädspel med frågekort, som MasterQuiz från Alga och Geni från Kärnan. Dessa följdes under 1990-talet och 2000-talet  av allt fler, exempelvis NE-spelet från Nationalencyklopedin och M.I.G. från Compete Now. Det görs även kortlekar med bara frågor med få övriga spelmoment för användning i frågesport.